# Untergraben 1 (Weimar)

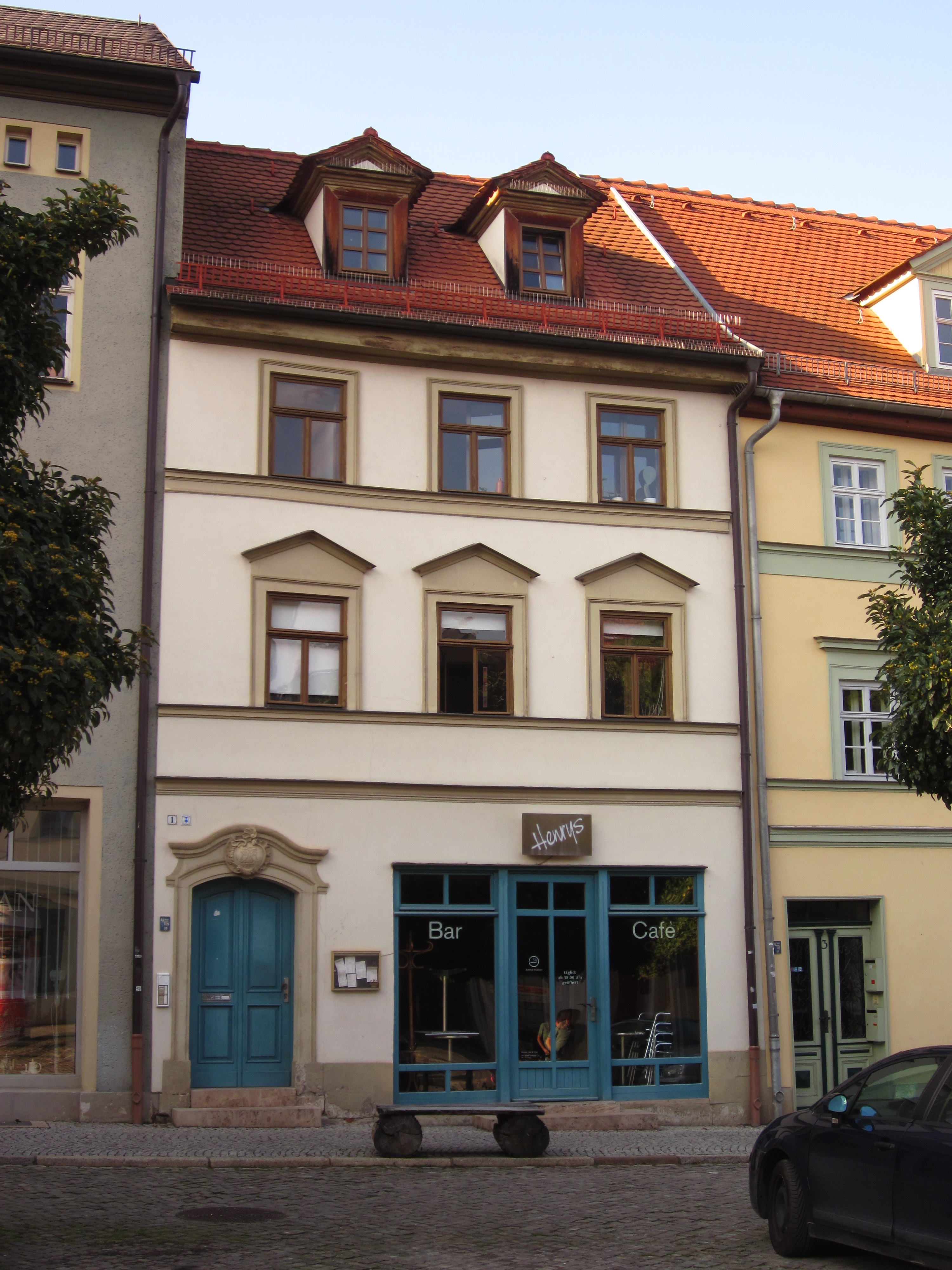
Weimar, Untergraben 1

Das Haus Untergraben 1 in der Jakobsvorstadt ist ein dreigeschossiges Wohnhaus mit Mansarddach aus dem 18. Jahrhundert.
Über dem Portal auf dem Schlussstein steht die Jahreszahl 1755 mit den barocken Initialen SM. Das steht für sein Entstehungsjahr. Das Gebäude gehört somit in die Zeit des Spätbarock.
Dieses Gebäude steht auf der Liste der Kulturdenkmale in Weimar. Neben dem Portal ist sogar das Denkmalschutzzeichen an der Wand.
Hinweis: Oftmals wird Jakobstraße 20 fälschlich als Untergraben 1 bezeichnet!